# Oskar Wiener
Oskar Wiener (* 4. März 1873 in Prag; † 20. April 1944 im KZ Theresienstadt) war ein deutsch-tschechoslowakischer Autor.

## Leben
Wiener sammelte auf seinen vielfältigen Reisen als Spielmann durch Böhmen deutsche, tschechische und jüdische Sagen. Sie dienten als Vorlage für von ihm verfasste Balladen und Schwänke. Er verfasste deutschsprachige Romane, Novellen und Gedichte, die sich häufig mit seiner Heimatstadt Prag und ihren Bewohnern befassten. Wiener gehörte zum Zentrum des Prager Dichterkreises der Jahrhundertwende zum 20. Jahrhundert. In seinen Werken war er, anders als viele seiner Schriftstellerkollegen, den Traditionen verhaftet und zeichnete das Bild einer liebenswerten, romantischen, biedermeierlich wirkenden Stadt. Er gab auch Anthologien mit Werken von Prager Dichtern heraus. Besonders erfolgreich war die 1919 veröffentlichte Sammlung Deutsche Dichter aus Prag, die Beiträge von 37 Prager deutschen Dichtern enthält und bis heute ein wichtiges Nachschlagewerk ist. Die Anthologie erschien 1919 und wurde von Friedrich Feigl illustriert.
Wiederholt war Wiener Tischgast und Stadtführer für den Schriftsteller Detlev von Liliencron.
Nach der Besetzung der sogenannten „Rest-Tschechei“ durch das nationalsozialistische Deutsche Reich im Jahr 1939 blieb Wiener in Prag. Er wurde mit Transport AAn, als Häftling Nr. 403 am 6. Juli 1942 nach Theresienstadt deportiert, wo er laut Angaben der Opferdatenbank Tschechiens und der Gedenkstätte Yad Vashem am 20. April 1944 ermordet wurde.

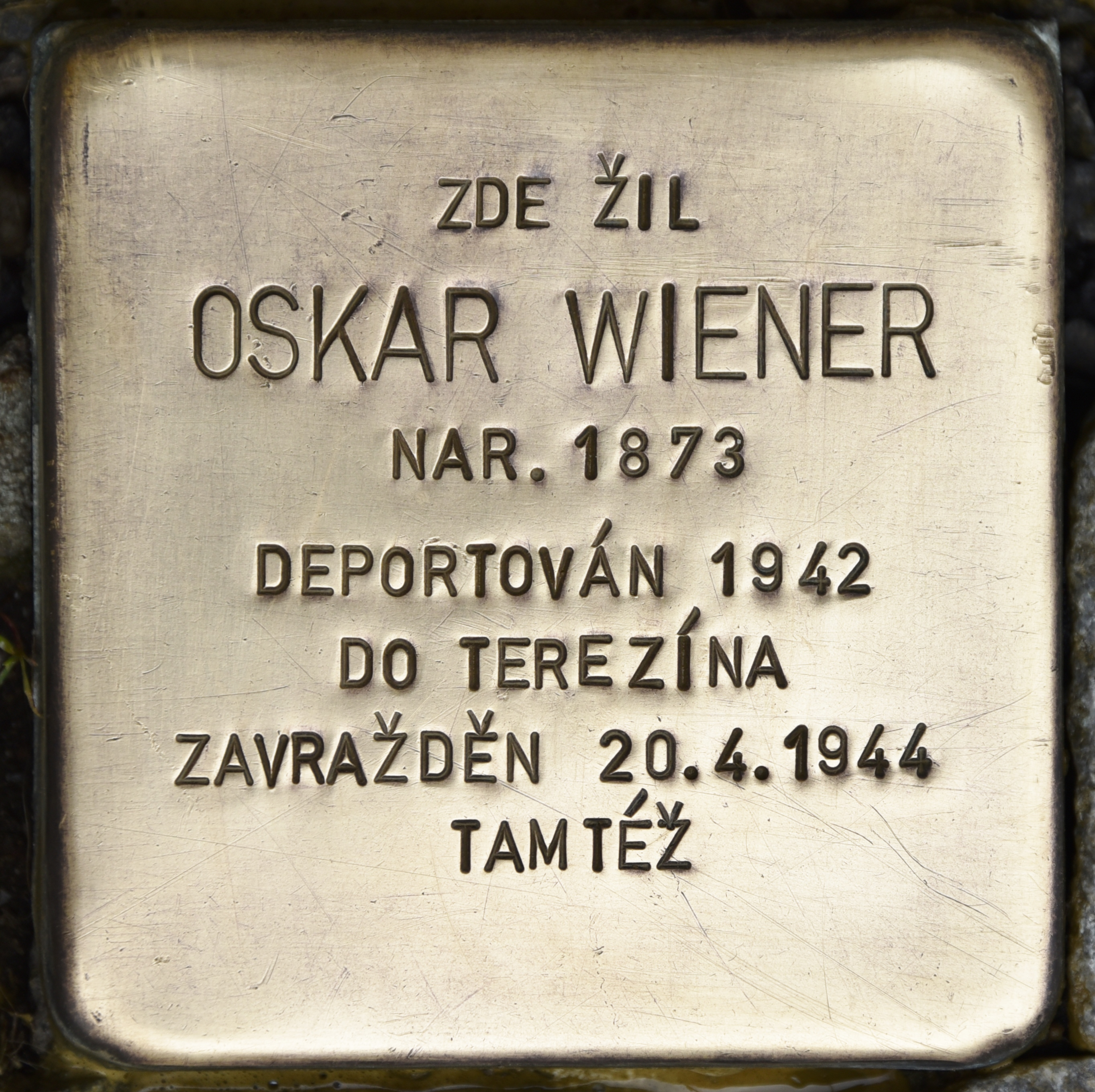
Stolperstein für Oskar Wiener

2011 wurde durch die Organisation Stolpersteine ein Erinnerungsstein für Oskar Wiener in der Sokolovská Straße in Prag gelegt.

## Werke
- Gedichte, 1899
- Balladen und Schwänke, 1903
- Verstiegene Novellen, 1907
- Im Prager Dunstkreis, Roman, 1919
- Alt-Prager Guckkasten. Wanderungen durch das romantische Prag, 1922
- Deutsche Dichter aus Prag: ein Sammelbuch Verlag Ed. Strahe, Wien Leipzig 19119. google.de